# Lexicon Entertainment
Lexicon Entertainment — компания-издатель и дистрибьютер компьютерных и видео игр, основанная в 2006 году в Бате (Англия), выпускавшая по большей части казуальные и обучающие игры для персональных компьютеров, игровых приставок и карманных консолей.

## Выпущенные игры[4]

### Nintendo DS
- Caveman Rock — отменена
- Dubbers Adventure — отменена
- Finkles Adventure
- Fizz
- Matchman — отменена
- My Little Flufties
- Rapid Racoon
- Super Brain Tease: Football Edition — отменена
- Super Brain Tease: Geography Edition — отменена
- Super Brain Tease: History Edition — отменена
- Super Brain Tease: Movie Edition — отменена
- Super Brain Tease: Music Edition — отменена
- The Dream of Neko — отменена

### PC
- Another World: 15th Anniversary Edition
- Aurora: The Secret Within
- My Little Flufties
- Voltage — отменена
- Penumbra: Overture
- Antikiller

### PlayStation 2
- My Little Flufties

### PlayStation 3
- Matchman — отменена
- Voltage — отменена

### Wii
- Caveman Rock — отменена
- Dubbers Adventure
- Finkles Adventure
- Matchman — отменена

### Xbox 360
- Voltage — отменена

Выход ряда игр был отменён.